# Rosoy-en-Multien
Rosoy-en-Multien är en kommun i departementet Oise i regionen Hauts-de-France i norra Frankrike. Kommunen ligger i kantonen Betz som tillhör arrondissementet Senlis. År 2022 hade Rosoy-en-Multien 605 invånare.

## Befolkningsutveckling
Antalet invånare i kommunen Rosoy-en-Multien
| Referens: INSEE |